# Immetalia longipalpis
Immetalia longipalpis är en fjärilsart som beskrevs av Kirsch 1877. Immetalia longipalpis ingår i släktet Immetalia och familjen nattflyn. Inga underarter finns listade i Catalogue of Life.